# Emilio Herrero Anzorena
Emilio Alberto Herrero Anzorena (n. Buenos Aires, 1 de diciembre de 1943) es un militar argentino que alcanzó la jerarquía de capitán. En el marco de la causa conocida como “La Cacha”, fue hallado culpable de delitos de lesa humanidad cometidos durante el Proceso de Reorganización Nacional.

## Biografía
Emilio Alberto Herrero Anzorena ingresa al Colegio Militar en el año 1962. Dos años después se recibe de Subteniente y entre los años 1976 y 1977, ya como Teniente 1.º, se desempeña en el Destacamento 101 de Inteligencia como Jefe de la Sección Central de Reuniones del Sector de Contrainteligencia.
Durante ese mismo período siendo Oficial de Inteligencia, da clases como profesor titular de la Escuela de Inteligencia de la Policía de la Provincia de Buenos Aires y a partir de fines de 1977, pasa a prestar servicios para la Escuela Superior de Guerra. En 1987 solicita su retiro. Ya retirado, Anzorena se presenta como gestor de seguros de vida, con domicilio en la provincia de Bs.As.
Anzorena fue condenado en el 2014 en la causa La Cacha y a partir del año 2016, forma parte de los acusados en la causa por el Centro Clandestino de Detención "1 y 60" (así conocido en La Plata por la ubicación donde funcionaron los cuerpos de Infantería y Caballería de la Policía bonaerense —Regimiento 7—).

### Juicio y condena causa “Centro Clandestino de Detención La Cacha”
El aporte del Programa Verdad y Justicia del Ministerio de Justicia, Seguridad y Derechos Humanos en la causa conocida como “La Cacha”, posibilitó el acceso a los legajos del PCI (Personal Civil de Inteligencia) y la consecuente identificación de represores por parte de los sobrevivientes. Así resultó de los testimonios aportados por las víctimas a lo largo del Juicio por el cual Emilio Alberto Herrero Anzorena fue finalmente condenado en diciembre del 2014.
El Tribunal Oral N.º 1 de La Plata concluyó de la conjunción del accionar de las diversas fuerzas represivas, tanto desde lo operativo como en lo que refiere a tareas de inteligencia, que Anzorena alias “Amarillo”, fue uno de los torturadores responsable de los interrogatorios practicados en el centro clandestino La Cacha (junto a un segundo interrogador apodado “El Francés”, identificado por las víctimas sobrevivientes como Gustavo Adolfo Cacivio, también condenado a prisión perpetua en la misma causa).
El fallo, emitido por unanimidad del Tribunal, condenó a Emilio Alberto Herrero Anzorena: 

a la pena de prisión perpetua, inhabilitación absoluta y perpetua, y demás accesorias legales, y al pago de las costas del proceso, por su complicidad en el genocidio perpetrado durante la última dictadura cívico-militar (1976-1983) al intervenir en la matanza de miembros de un grupo nacional, en la lesión grave a la integridad física o mental de los miembros del grupo y en el sometimiento intencional del grupo a condiciones de existencia que han acarreado su destrucción física, total o parcial, mediante la comisión en calidad de coautor del delito de privación ilegítima de la libertad cometida por un funcionario público en abuso de sus funciones, agravada por haberse perpetrado con violencias o amenazas, reiterado en cincuenta y cinco (55) oportunidades (listado de víctimas en Fallo Completo)y doblemente agravada por haberse cometido con violencias o amenazas y por haber durado más de un mes, reiterado en setenta (70) oportunidades (listado de víctimas en Fallo Completo) y triplemente agravada por haberse cometido con violencias o amenazas, por haber durado más de un mes y por haber resultado la muerte de la víctima, en perjuicio de Laura Estela Carlotto y Olga Noemí Casado, en concurso ideal con el delito de aplicación de tormentos por parte de un funcionario público a los presos que guarde, agravada por ser la víctima un perseguido político, en perjuicio de la totalidad de las víctimas, todos los casos en concurso real entre sí, habiendo todos ellos transcurrido su cautiverio en el “Centro Clandestino de Detención denominado La Cacha”. Fallo Completo, Pág. 1101.

### Juicio y acusación causa "Centro Clandestino de Detención 1 y 60"
En enero del año 2016, se elevó a juicio oral y público la causa por los crímenes contra 192 víctimas producidos en este otro centro de la ciudad de La Plata y que involucra a 22 acusados, entre militares, policías y un civil vinculado a la Concentración Nacional Universitaria (CNU) de esa ciudad. Emilio Alberto Herrero Anzorena se encuentra acusado junto al resto de los imputados por los delitos de privación ilegal de la libertad agravada, imposición de tormentos y lesiones graves calificadas, todos ellos crímenes imprescriptibles por ser tipificados como de lesa humanidad.